# Casa Massana (Barcelona)
La Casa Massana és un establiment situat al carrer de Ferran, 14 cantonada amb el del Vidre de Barcelona. Actualment hi ha la confiteria La Cure Gourmande.

## Història i descripció
Va ser fundat per l'adroguer de Berga Agustí Massana i Riera (1827-1897), a qui s'atribueix la invenció de la mona de Pasqua tal com es coneix en l'actualitat.
El seu fill Agustí Massana i Pujol no va voler seguir el negoci, i aquest va passar a mans de Ricard Rocafort i Palou (+ 1928), que hi va fer col·locar els plafons de l'entresol: «Comestibles finos. Importación directa de las primeras marcas mundiales», «Laboratorios de confitería y pastelería, bombonería selecta, objetos para regalo» i «Alimentos concentrados para régimen».